# Marie Henrietta Černínová
Marie Henrieta hraběnka Černínová (německy Marie Henriette Franziska Bertha Gräfin Czernin von Chudenitz, 12. srpna 1806, Praha – 20. prosince 1872, Kostelec nad Orlicí) byla česká hraběnka z rodu Černínů z Chudenic, provdaná Kinská.

## Život
Narodila se 12. srpna 1806 jako dcera Wolfganga Marii Černína z Chudenic ze starobylého českého rodu a jeho manželky Marie Antonie ze Salmu, hraběnky ze Salm-Neuburgu. Marie Henrietta byla sestrou Otakara Černína staršího, rakouského a českého šlechtice a politika.
Provdala se za Josefa Ervina Zdeňka Kinského (25. října 1806 – 17. července 1872), syna Ferdinanda Jana Nepomuka Kinského ze staročeského šlechtického rodu. Spolu měli dvě děti:
- Bedřich Karel Kinský (1834–1899), 17. května 1864 se ve Vídni oženil s Žofií Marií Manuelou Julií z Mensdorff-Pouilly (1845-1909)
- Vilemína Kinská (1838–1886), 30. října 1859 se provdala za Bohuslava Chotka z Chotkova (1829–1896)